# Epistemological Despondency
Epistemological Despondency (englisch Erkenntnistheoretische Verzweiflung) ist das Debütalbum der britischen Band Esoteric. Es wurde im Juni 1994 aufgenommen und am 23. Juli 1994 als erste Veröffentlichung des Labels Aesthetic Death Records veröffentlicht.
Als früher kreativer Höhepunkt des Funeral Doom wird Epistemological Despondency zu den bedeutendsten Veröffentlichungen des Genres gezählt. Es wurde dadurch gleichermaßen Teil des Fundaments der hohen Bedeutung im Extreme- und Doom Metal von Esoteric und Aesthetic Death Records.

## Geschichte
Zur Entstehung und Veröffentlichung des Debüts bestand Esoteric noch in der Ur-Besetzung. Als diese gilt der Sänger Greg Chandler, die Gitarristen Gordon Bicknell, Simon Phillips und Stuart Blenkinsop, der Bassist Bryan Beck sowie der Schlagzeuger Darren Earl. Bicknell spielte hinzukommend das Keyboard ein für das Album. Nach den Aufnahmen schieden einige Mitglieder aus der Band. Zwei Tourneen die an die Veröffentlichung anschlossen mussten aufgrund widriger Umstände abgebrochen werden.

### Labelvertrag
Stuart Gregg verteilte 1992 während eines My-Dying-Bride-Konzertes in Birmingham Handzettel als Werbung für seinen damaligen Musikvertrieb Aesthetic Death Records. Der Esoteric-Gitarrist Greg Chandler schrieb Gregg daraufhin an und fügte ein Exemplar des Demobands Esoteric Emotions – The Death of Ignorance bei. Gregg zeigte sich begeistert von der Musik und Gestaltung des Demos und rief den Gitarristen an. Im entstandenen Gespräch äußerte Gregg den Wunsch Aesthetic Death Records zu einem Musiklabel auszubauen und mit Esoteric zu kooperieren.

„Wir schienen uns zu vertrauen - und hatten eine ähnliche Vision. So haben wir an der Veröffentlichung von ‘Epistemological’ gearbeitet - ich glaube, keiner von uns wusste genau wie sich die Dinge entwickeln könnten. Es war einfach aufregend an der Veröffentlichung des Albums zu arbeiten.“

Aus der Kooperation entwickelte sich ein freundschaftliches Verhältnis zwischen den Musikern und dem Labelbetreiber. Gregg förderte seither Nebenprojekte wie Lysergene oder Dead Beat Project der Musiker und engagierte Chandler bei diversen weiteren Veröffentlichungen des Labels für Mastering-Tätigkeiten. Chandler äußerte sich noch Jahre nach der Veröffentlichung positiv über den Erstkontakt und das Verhältnis zu Gregg. Entsprechend entschied die Band das Demo Esoteric Emotions – The Death of Ignorance im Jahr 2017 über Aesthetic Death als Album zu veröffentlichen. Chandler nannte Gregg „die perfekte Wahl“ für diese Veröffentlichung, da dieser das einzige Label führte das aufgrund des Demos der Band einen Vertrag anbot, um das erste Album zu veröffentlichen.

### Entstehung
In den Jahren ihrer frühen Aktivität als Band waren die Musiker kaum mit anderen dem Funeral Doom zugesprochenen Projekten vertraut. Als ursprünglichen Einfluss benannte Chandler die „langsamen, heavy und dunklen“ Teile einiger früher Death-Metal- und Death-Doom-Bands wie Autopsy, Morbid Angel, My Dying Bride und Cathedral. Basierend auf diesen Einflüssen war die Gruppe bestrebt „etwas Extremes“ zu kreieren. Als weitere Einflüsse fungierten hingegen Vertreter der Psychedelic Rock, des Dark Ambient, des Post-Industrials sowie des Industrial Metals. Als solche Einflussfaktoren benannte Chandler die Interpreten Pink Floyd, Spacemen 3, Monster Magnet, King Crimson, In Slaughter Natives, Raison d’être, Skinny Puppy, GGFH und Godflesh. So ging es den Musikern darum aus diesen Einflüssen heraus etwas langsames und psychedelisches, als Spiegelbild der eigenen Emotionen und Erfahrungen, zu erschaffen, dass sie „zu dieser Zeit in anderen Bands nicht gehört“ hätten.
Unter solchen Einflüssen spielte die Band das Album im Juni 1994 in den Rich Bitch Studios in Birmingham ein. Das Studio diente der Gruppe bereits zuvor als Proberaum. Laut Chandler wurde Epistemological Despondency binnen dreieinhalb Tagen eingespielt und innerhalb eines Tages abgemischt. Der Großteil der Musik wurde in einem Take eingespielt. Die Rhythmusabschnitte von Schlagzeug, Bass und Gitarren wurden live im Studio aufgenommen. Lediglich einige Overdubs, Synthesizer sowie der Gesang wurden nachträglich aufgenommen. Chandler zur Folge war diese Prozedur keine konzeptionelle Entscheidung, sondern pragmatischer Natur. Die simultane Aufnahme mehrerer Musiker sparte der Band die kostspielige Studiozeit. In einer Rezension für das Webzine Doom-Metal.com wertete Kostas Panagiotou die so entstandene Aufnahmequalität als, im Vergleich zum Demo Esoteric Emotions – The Death of Ignorance, „überraschend niedrig“. Dabei füge sich dieser „Underground-Sound“ besser zur präsentierten Musik.

### Veröffentlichungen
Epistemological Despondency wurde am 23. Juli 1994 durch Aesthetic Death Records als Doppel-CD veröffentlicht. Es war das erste Album des britischen Labels. Wiederveröffentlichungen erschienen 2004, 2011 und 2023. Im Jahr 2011 erschien eine erste Vinyl-Version des Albums. Alle Wiederveröffentlichungen nahm Aesthetic Death Records vor. Ein Vertrieb als Musikdownload wurde indes über Bandcamp von der Band angeboten. Ebenso vertrieb die Band bereits 1994 eine inoffizielle MC-Version des Albums. Die Auflagenstärke dieser MC-Version ist nicht publik. Als CD erschienen insgesamt 3.500 Exemplare, als LP 350.

### Tournee
Im Anschluss an die Aufnahmen verließ Darren Earl die Band. Ohne festen Schlagzeuger, jedoch von einem Gast-Schlagzeuger unterstützt, nahm die Band, an die Veröffentlichung anschließend eine Großbritannien-Tournee auf. Durch einen Fahrzeugbrand, bei dem große Teile des Equipments verbrannten, war Esoteric gezwungen, die Tour vorzeitig abzubrechen. In den folgenden Vorbereitungen des zweiten Albums schied auch Stuart Blenkinsop aus der Band und wurde von Steve Peters als Gitarrist ersetzt. Die ersten Auftritte außerhalb Großbritanniens nahm die Band noch 1995 in Deutschland wahr. Diese Tournee musste Esoteric allerdings beenden, nachdem der Peters in einen Schacht eines besetzten Hauses, das der Band als Auftrittsort dienen sollte, in Jena gefallen war und sich schwer am Fuß verletzte.

## Albuminformationen
Das 1994 erstmals veröffentlichte Album enthält sechs separate Stücke, die auf zwei CDs eine Gesamtspielzeit von 1:28:07 Stunden haben. Gitarrist Simon Phillips übernahm die grafische Aufbereitung des Begleitmaterials. 

### Gestaltung
Gitarrist Simon Phillips war für die Albumgestaltung verantwortlich. Das Albumcover ist mit einer abstrakten Grafik in Schwarz-Weiß illustriert, die im Stile einer optischen Täuschung die Illusion eines räumlichen Objekts erzeugt sowie als Mandala assoziiert wird. Panagiotou nannte es „perfekt geeignet, um sich auf das Erlebnisse zu konzentrieren, zu meditieren oder … zu trippen.“

### Stil
Die auf Epistemological Despondency präsentierte Musik wird von Rezensenten als „ultralangsamer Death Doom“ mit „furchterregenden psychedelischen Echo- und Reverb-Effekten“ sowie als früher und einzigartiger Vertreter des Funeral Dooms in einem Brückenschlag zwischen Thergothon und Disembowelment beschrieben. Solchen Einschätzungen entsprechend zeichnet sich das Album überwiegend durch geringes Tempo aus. Das kurze und schnelle Only Hate (Baresark) verfügt über ein Metrum von 137 bpm. Ansonsten bleibt Epistemological Despondency mit einem Metrum von 94 bpm bis zu Bereft mit 124 bpm langsamer als die in der Mitte der 1990er Jahre populären Death- und Black-Metal-Bands. Die transportierte Atmosphäre wird als „das völlige Eintauchen in ein ultimativ depressives atmosphärisches Schneckentempo“, als „riesig und psychotisch“ hasserfüllt, menschenfeindlich, sinn- und hoffnungslos bezeichnet. Der Grundton der Stücke variiert. Bereft wurde in F-Dur geschrieben, Only Hate (Baresark) in f-Moll, The Noise of Depression und Eradification (Of Thorns) in Fis-Dur, Lamented Despondency und Awaiting My Death in As-Dur in Fis-Dur.
Rezensenten zur Folge besitzt die Musik ein Funeral-Doom-Fundament dem eine stilistischer Nähe zu Gruppen wie Thergothon, Disembowelment, Skepticism, Evoken und Pantheist attestiert wird. Diese Basis begründe sich insbesondere im fließenden und verzerrten Gitarrenspiel der Gruppe. Die Band kombiniere dieses Fundament jedoch mit Synthesizer- und Keyboard-Klängen die dem Dark Ambient ähneln. Dabei fehle dem Album jedoch annähernd „jede Melodie, mit Ausnahme einiger beinahe ‚grooviger‘ Gitarrensoli, die sich auf 70er-Hardrock und Stoner Rock beziehen“ ließen.

### Texte und Konzept
Der der Musik attestierten Atmosphäre ähnlich werden die Texte des Albums als „intelligente, aufrichtige, kranke und blutige Negativität“
sowie als „Reise durch ein von Hass und Elend getriebenes Unterbewusstsein“ beschrieben. Chandler bestätigte und unterstrich solche Einschätzungen und wies hinzukommend auf den Satanismus als ideologische Grundlage der Texte und der Musik von Epistemological Despondency hin.

„Die Verachtung, die wir für die Religionen der rechten Seite haben ist ein Produkt ihrer Unterdrückung und ihrer absoluten Ignoranz. Ihre Lehren verändern das Bewusstsein der Menschheit und bremsen den Fortschritt der Weisheit und die Entwicklung des Geistes.“

Die Texte des Albums bilden eine lose Erzählung der Menschheitsgeschichte aus einer isolationistischen und misanthropischen Perspektive. Die Erzählung kreist, wie durch den Albumtitel angedeutet, um unterschiedliche Wissens- und Erkenntniskonzepte. Dabei bleibt der elementare Gedanke, dass die Menschheit ihren zentralen Charakter anhaltend verfehle. Der Intention und Aussagen der Musiker entsprechend wird die Wirkung der Texte des Albums als misanthropisch, hasserfüllt und bedrückend beschrieben.

„Wenn ich die Texte zu Epistemological Despondency lese, dann stelle ich mir eine Person ohne Glauben vor - eine Person, die Liebe in ihrer Gesamtheit verloren hat, eine Person die um alles was ihr wichtig beraubt und mit Versprechungen getäuscht wurde. Hasserfüllt gegenüber der Gesellschaft und rachsüchtig gegenüber jenen die ihr Schmerzen bereiteten. Vernarbt, freudlos, traumlos - und auf den Tod wartend.“

## Wahrnehmung
Epistemological Despondency erfuhr nach seiner Veröffentlichung nur geringe Resonanz. Das Album entwickelte seine Popularität erst mit dem zunehmenden Erfolg der Band. Retrospektive Rezensionen loben die Veröffentlichungen jedoch zumeist als „Meisterwerk“, als „eines der verrücktesten und anspruchsvollsten Alben aus der Mitte der 1990er Jahre“ sowie als „einzigartige Kreation“. Indes verweisen Rezensenten dennoch darauf, dass das Album schwer zugängliche und sperige Musik für wenige Auserwählte enthielte die nicht jedem Hörer zu gefallen wüsste.
Die hohe Beurteilung behielt das Album seit seiner Veröffentlichung bei. So führte das Decibel Magazine Epistemological Despondency im Jahr 2014 auf dem Platz 50 des Specials The Top 100 Doom Metal Albums of all Times. Der Musikjournalist Cody Davis widmete dem Album 2017 einen Beitrag seiner für das Webzine Metal Injection verfassten Reihe Funeral Friday und bezeichnete es darin als „Brücke zwischen dem unversöhnlichen Stil von Disembowelment und dem deprimierten Klang und Tempo der Funeral-Doom-Urväter Thergothon“ sowie als Fundament der Popularität der Band im Genre. Der Musikjournalist Scott Koerber beschrieb im Decibel Magazine Epistemological Despondency hinzukommend als einen frühen kreativen Höhepunkt des Genres, der mit „unerbittlicher Dunkelheit dem gesamten Underground Doom einen so großen Schub in die Tiefen des Funerals gab, dass das Genre den Rest der 1990er Jahre zwingend darüber nachzudenken hätte.“ In seinen Doom Metal Lexicanum II führte Aleksey Evdokimov aus, dass es Esoteric gelungen sei mit Sampling, den Verzerrer-Effekten, der Orientierung am Psychedelic Rock sowie dem atmosphärischen und lyrischen Konzept, das stets Hass und Gewalt transportiere, außergewöhnliche Impulse und Ideen in das enge Genre einzubringen. Die zunehmende Popularität der Band wirkte sich auf die des Labels gleichermaßen aus. So wurde Aesthetic Death Records als das Esoteric-Label wahrgenommen.